# Renivaldo Pena
Renivaldo Pereira de Jesus "Pena" (Vitoria da Conquista, 19. veljače 1974.), je brazilski umirovljeni nogometaš. 

## Igračka karijera
Pena igra na položaju napadača i bio je najboljim strijelcem portugalskog nogometnog prvenstva u sezoni 2000./01., kada je u 34 utakmice postigao 22 pogotka igrajući za Porto.